# 632 Пірра
632 Пірра (632 Pyrrha) — астероїд головного поясу, відкритий 5 квітня 1907 року Августом Копфом у Гейдельберзі.